# سکه نقره

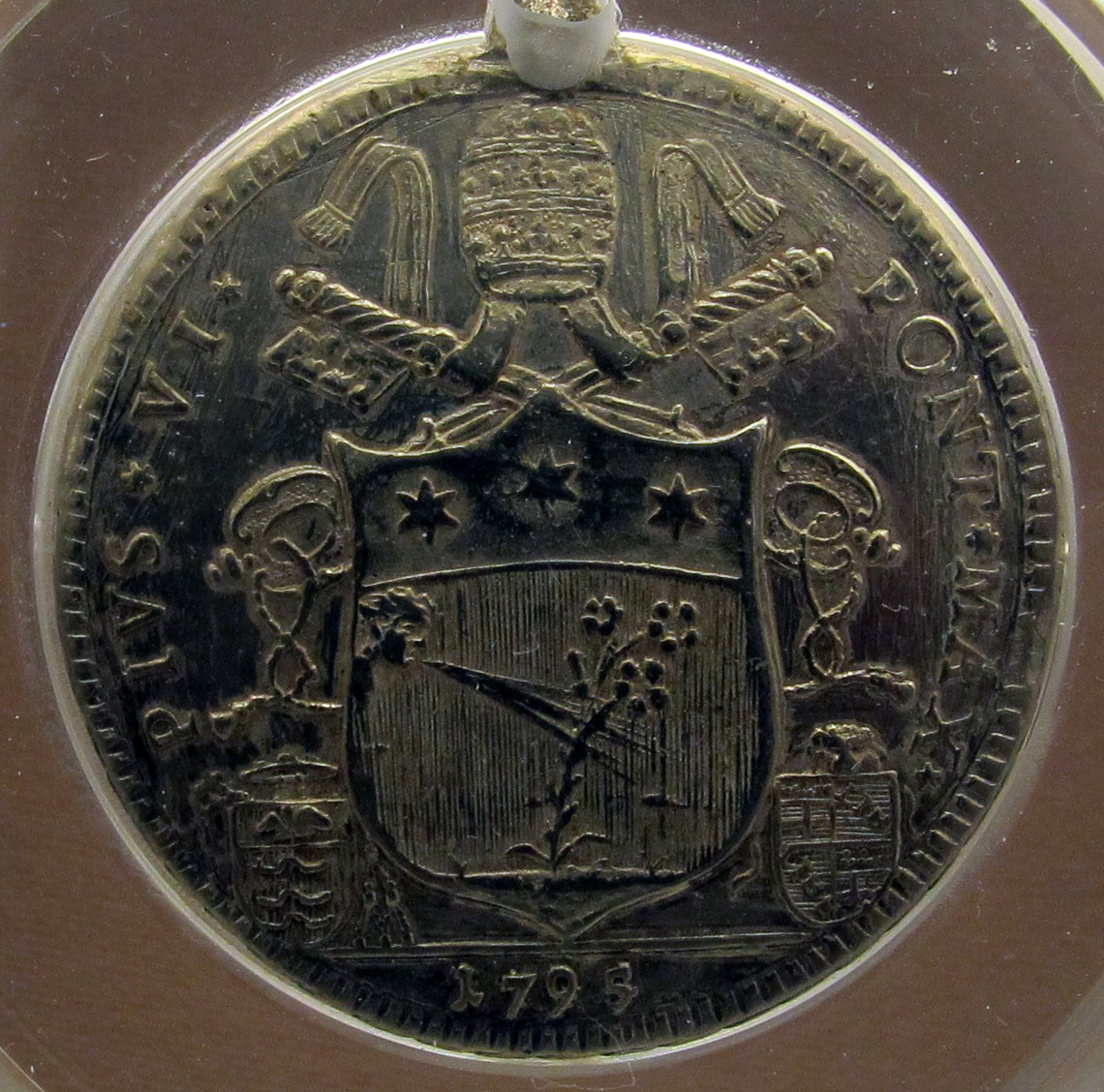
یک سکه نقره مربوط به نشان های پاپ پیوس ششم ضرب شده در بولونیا سال1795میلادی.

سکهٔ نقره را می‌توان احتمالاً قدیمی‌ترین شکل از سکه که به صورت انبوه ضرب شده دانست. کاربرد نقره برای تولید سکه به دوران یونان باستان باز می‌گردد. در آن دوران، سکه‌های نقره‌ای دراخما به عنوان پول رایج مورد استفاده قرار می‌گرفت. ایرانیان باستان نیز از سکه‌های نقره در بازه زمانی سال‌های ۶۱۲ تا ۳۳۰ پیش از میلاد استفاده می‌کردند. پیش از سال ۱۷۹۷ نیز پنی در بریتانیا از جنس نقره بود. 
سکه مورد توجه کسانی که به گردآوری سکه می‌پردازند نیز قرار دارد. درست همانند بسیاری دیگر از انواع سکه، عوامل مختلفی بر ارزش سکه‌های قدیمی تأثیر دارند که برای نمونه می‌توان به کمیابی، تقاضا، وضعیت و نیز تعداد سکه‌های ضرب‌ شده از آن نوع اشاره کرد. سکه‌های نقره همچنین به عنوان ابزاری برای حفظ سرمایه در برابر تورم و نیز نوسانات بازارهای دیگر هم مورد استفاده قرار می‌گرفت.   